# Nicolas Bourbaki
Nicolas Bourbaki este pseudonimul matematicienilor francezi, foști studenți ai Școlii Normale din Paris, care au constituit un colectiv, cu scopul de a publica un tratat de matematică cu dezideratele școlii axiomatice ale lui David Hilbert.
Colectivul Bourbaki se compune din: Henri Cartan, Jean Dieudonné, Charles Ehresmann, André Weil și alții. Influența acestui grup este considerabilă în Franța și în străinătate.
Începând cu 1949, acest colectiv redactează și publică o serie de scrieri de matematică modernă.
Principiile formulate sunt următoarele:
- Raționamentul deductiv este principiul unificator al matematicii.
- Orice măsurare a mărimilor presupune noțiunea, fie și confuză, de număr real.
- O demonstrație nu este înțeleasă cu adevărat dacă i se verifică doar corectitudinea raționamentelor pe care le cuprinde și nu se concep ideile care au furnizat acest lanț de deduceri.
- Nu este permisă discrepanța dintre descoperire și demonstrație.

Astfel, matematica tinde să devină un set de discipline autonome, izolate una de alta, atât în privința scopului, a metodelor și a limbajului.

## Scrieri
- 1948: Théorie des fonctions. Les grands courants de la pensée mathématique
- 1954 - 1958: L'Architecture des mathématiques - Éléments mathématiques (în trei volume)
- 1960, 1969: Éléments d'histoire des mathématique.